# Corb (giny)

Esquema d'un corb romà

El corb (llatí: corvus) era una arma de la marina de guerra romana destinada a l'abordatge.
Segons diu Polibi, el cònsol Gai Duïli va inventar el mecanisme per assaltar les naus cartagineses a la Batalla de Miles. Polibi diu que els romans, que no estaven acostumats al mar, van veure que la seva única possibilitat de victòria era portar una lluita marítima amb les característiques que tenia un enfrontament a terra.
Era un màstil de set metres col·locat en la proa del vaixell una mica inclinat cap endavant. Amb dues politges, i al mig d'una corda que passava per la primera, es podia aixecar o baixar un pont llevador que es movia cap endalt i cap avall per mitjà d'un petit trinquet. El trinquet estava subjecte, i per una segona politja passava una altra corda, en l'extrem de la qual hi havia lligat un contrapès que queia damunt del vaixell enemic, perforant la coberta i subjectant el vaixell. Quan l'arpó o el piló s'encadenava als vaixells enemics i els dos costats s'ajuntaven els soldats romans saltaven a l'abordatge. Els primers soldats que passaven col·locaven els seus escuts com a protecció als costats de la barana. La resta de soldats podien travessar el vaixell sota resguard. Amb aquest artilugi, Gai Duïli va obtenir una victòria aclaparadora contra les naus enemigues.
La paraula corvus també s'aplicava a diversos tipus de ganxos, com el corvus demolitor, esmentat per Vitruvi que servia per enderrocar murs, o l'instrument del què parlava Tàcit que s'aixecava per sobre de les parets d'un lloc fortificat, i de sobte queia. Tàcit diu que en una batalla es va endur a un dels assetjants, i després amb un gir de la màquina el va posar a terra dins les muralles.
Després de les guerres púniques i la batalla del cap Ècnomus l'any 256 aC, ja no es va tornar a utilitzar aquest invent, i va deixar de ser mencionat a les fonts clàssiques, degut principalment a la major perícia en altres tècniques de combat i també perquè el corb feia perdre estabilitat als vaixells quan hi havia una tempesta.